# Unión Latinoamericana de Agencias de Noticias
Unión Latinoamericana de Agencias de Noticias (ULAN) ist ein Verband von öffentlichen und staatlichen lateinamerikanischen Presseagenturen. Er wurde am 2. Juni 2011 in Caracas, Venezuela gegründet.

## Beteiligte Presseagenturen
Liste der im Verband zusammenarbeitenden Presseagenturen, geordnet nach Ländern:
- Argentinien (Agencia de noticias de la República Argentina)
- Bolivien (Agencia Boliviana de Información)
- Brasilien (Agência Brasil)
- Ecuador (Agencia de Noticias del Ecuador y Sudamérica)
- Guatemala (Agencia Guatemalteca de Noticias)
- Kuba (Prensa Latina)
- Mexiko (Agencia de Noticias del Estado Mexicano)
- Paraguay (Información Pública Paraguay)
- Venezuela (Agencia Venezolana de Noticias)

## Geschichte
Die Gründung von ULAN war während des Dritten Weltkongresses der Nachrichtenagenturen Ende 2010 in Argentinien vereinbart worden. Bei der ersten Generalversammlung wurde Sergio Fernández Novoa von der argentinischen Presseagentur Télam wurde zum Vorsitzenden gewählt und Freddy Fernández von der venezolanischen Agentur AVN zum Generalsekretär. Freddy Fernández erklärte damals, dass die kommerziellen Medien sich allgemein zu sehr auf die Eliten konzentrierten, während ein Großteil des Volkes größtenteils nur bei Berichten über Katastrophen und Kriminalität eine Rolle spiele. Die einflussreichsten Nachrichtenagenturen würden über Lateinamerika nur berichten, wenn Tragödien geschähen oder um politische und soziale Prozesse zu verteufeln. Sergio Fernández erklärte, der ULAN gehe es darum, die Sicht der Mitgliedsstaaten stärker in die internationalen Berichterstattung über Lateinamerika einzubringen.
Nachdem die argentinische Télam, die mit Abstand größte und renommierteste Presseagentur des Verbandes, sich 2018 nur durch die Entlassung des Großteils der Mitarbeiter vor der Insolvenz retten konnte, spielte die ULAN keine Rolle mehr. Ein Treffen einzelner Mitglieder im Folgejahr in der Absicht, sie zu beleben, blieb folgenlos. Ob die ULAN lediglich ihre Tätigkeit eingestellt hat oder ob sie sich aufgelöst hat, ist unbekannt (Stand 2025).